# The Ungroundable
«The Ungroundable» (en España «El Incastigable» y en Hispanoamérica «No puede ser castigado» o «Butters, el vampiro incastigable» ) es el 14.º y último episodio de la temporada 12 de South Park. Se transmitió por primera vez en Hispanoamérica el 13 de julio de 2009.

## Trama
Los niños están jugando videojuegos en las computadoras de clase en lugar de trabajar cuando Butters viene al el salón de clases y afirma que él ha visto vampiros en la escuela. Ninguno de los otros chicos le cree y Cartman sugiere que se vaya a "documentar a los vampiros" (simplemente para deshacerse de él). Butters se coló en el gimnasio y se esconde para documentar a la Sociedad de Vampiros de South Park en su grabadora. Uno de los vampiros "Vampir" habla de las costumbres y que "se alimentan" tomando jugo de Tomate Clammato. Sin embargo, La Grabadora de Butters funciona mal, exponiéndolo delante de los vampiros. Butters repele a los vampiros con un crucifijo antes de huir.
Después de un enfrentamiento menor con sus padres, Butters piensa en voz alta, concluyendo que nadie le escucha. Habiendo llegado a creer que si se convierte en un vampiro, la historia cambiará, Butters le pide a los vampiros sumarse a su grupo. Lo llevan a Hot Topic, y cambian su aspecto para que coincida con la de los vampiros. Butters vuelve a casa de sus padres, que están enojados con él debido a su retraso y su cabello teñido. Butters responde que "no puede ser castigado" y hace silbidos a sus padres, por lo tanto quedan horrorizados completamente. Creen que realmente es un vampiro, Butters entró a la Casa de Cartman en medio de la noche en un intento fallido de "comer", sólo lo que le da un chupetón a Cartman. En casa, Los padres de Butters "están indignados al recibir una llamada de la Sra. Cartman, y preguntarle si "se volvió gay como uno de los de su clase", a la que responde Butters que necesita comer y sale por la ventana.
Los chicos vampiros le dicen que son igual de oscuros y siniestros como los góticos. Los Góticos sienten asco, señalan que los vamps ni siquiera fuman, y más tarde secuestran al Jefe Vampiro, Mike McCalsky y deciden enviarlo a Scottsdale. Pronto se dan cuenta de que el envío del "jefe vampiro" a Scottsdale no resuelve el problema, y luego Butters les informa de que Hot Topic es la fuente de los vampiros. Después de saber esto, queman la tienda. En casa, Butters "vuelve" a la normalidad y se convierte en "humano" de nuevo, lo que hizo que sus padres sintieran cierto alivio, pues "se puede castigar de nuevo". Y lo castigan por poner arroz en el café , Al final, Los góticos reúnen a todos los niños de la escuela para explicar la diferencia y características entre Vampiros y Góticos. Ellos reciben un gran aplauso.

## Recepción
IGN dio al episodio ua buena calificación, que dice: "Si bien hay un montón de gracia en este divertido episodio, están lejos de un gran logro. Es inteligente, y poniéndolos juntos hacen algunos buenos puntos - pero no te reirás tan fuerte como esperas de cualquier episodio de South Park, sin embargo, lo bueno de South Park son los pequeños momentos, los tics vocales de los personajes, etc. Me imagino que ese "Per Se" será notado, aunque sólo un poco, como un afecto pseudo-intelectual vampiresco. Mientras que "El Incastigable" no es un gran logro en términos de risas, por la moda de Hot Topic, el show continúa dando una crónica satírica de nuestros tiempos, lo que hace que este episodio de un argumento a favor de que South Park continúe por mucho tiempo.", Dieron una calificación de 7.4 de 10.